# Церковь Никиты Мученика (Елизарово)
Церковь Никиты Мученика — православный храм в селе Елизарово Переславского района Ярославской области. Старейшая постройка района за пределами Переславля-Залесского, один из двух сохранившихся в регионе шатровых храмов XVI века.

## История
Трёхапсидная церковь возведена в 1566-67 гг. в вотчине А. Д. Басманова, одного из предводителей Опричнины. Подобно другим ранним шатровым постройкам, в старой литературе рассматривалась как памятник воинам, погибшим при казанском взятии.
Шатровая бесстолпная церковь — почти квадратная в плане, с востока к ней примыкают три полукруглые апсиды. Переход от четверика к восьмерику выражен восемью полукруглыми кокошниками в его основании. Над восьмериком идёт широкая полица шатра, живо напоминающая деревянные церкви. Благодаря полице шатёр с высокой главкой очень строен и лёгок.
Главный престол освящён во имя святого великомученика Никиты. В одной из апсид диаконик и придел Онуфрия Великого. В трапезе престолы во имя святого Николая Чудотворца и преподобного Сергия Радонежского.
В конце XVIII—XIX вв. к старой церкви пристроены трапезная и массивная колокольня в стиле классицизма, плохо сочетающаяся со средневековым памятником. Первоначальные оконные проемы были заложены, вместо них пробиты новые широкие окна, а над ними круглые оконца, расширены двери.
В 1970-х годах в трапезной работала ремонтно-механическая мастерская. Реставрация церкви началась в 1975 году. В 1980-е годы понадобились консервационные работы, так как памятник находился в аварийном состоянии.
Долгое время считалось, что на стенах храма были написаны имена переславцев, павших под Казанью. Во время реставрационных работ 1970—1980-х годов И. Б. Пуришев и Л. Б. Сукина открыли и прочитали эту надпись, которая оказалась храмозданной надписью. Тем не менее в своих поздних статьях и книгах Сукина снова и снова повторяет ошибочное мнение.
До наших дней дошёл уникальный документ — вкладная грамота боярина Алексея Даниловича Басманова, данная церкви великомученника Никиты в родовом селе Басмановых Елизаровском. Вечная память (вечное поминовение) устанавливалась по родственникам и «по тех людям, которые на государевых службах на Поле и в две Казани при мне, Алексее, побили. А имена их написаны в большой церкви над жертвенником». Люди Басманова — это боевые холопы, которые вместе со своим предводителем ходили в казанские походы и бились с крымским ханом. Грамота Басманова уникальна, от XVI века не дошло другого документа, в котором военачальник увековечил бы память своих павших соратников.